# Martin Duhalde
Pour les articles homonymes, voir Duhalde.
Martin Duhalde, né à Ustaritz le 5 mars 1746 et mort à Bayonne le 28 janvier 1804, est un prêtre et un écrivain basque français de langue basque.

## Biographie
En 1794, l'abbé Grégoire présente à la Convention son Rapport sur la Nécessité et les Moyens d'anéantir les Patois et d'universaliser l'Usage de la Langue française. Malgré une timide réaction dans le milieu linguistique, Martin Duhalde, dans son ouvrage Meditacioneac, est le premier à avoir souligné la nécessité d'une réforme orthographique pour la notation du basque.
Martin Duhalde fait, comme son frère cadet Louis, des études en théologie à l'université de Toulouse et obtient le grade de docteur en théologie. Ordonné prêtre le 10 mars 1770, il est enseignant au séminaire de Larressore ; il était parent par sa mère du fondateur du séminaire, Jean Daguerre. C'était un prédicateur de talent.
En 1789, lors de la Révolution française, ayant refusé de prêter le serment constitutionnel, Martin Duhalde doit s'exiler, il s'échappe avec l'aide de ses amis et s'installe à Hernani et à Oiartzun au Pays basque espagnol. Finalement, il revient s'installer à Bayonne, où il est nommé curé de la paroisse Saint-André. Il meurt dans cette ville en 1804,.

## Œuvre
Religion :
- Meditacioneac gei premiatsuen gainean, cembait abisuekin, othoitcekin eta bicitceco erregela batekin Arima Jaincotiarren oneraco, Bayonne, 1809.